# Violações dos direitos humanos pela ditadura chilena

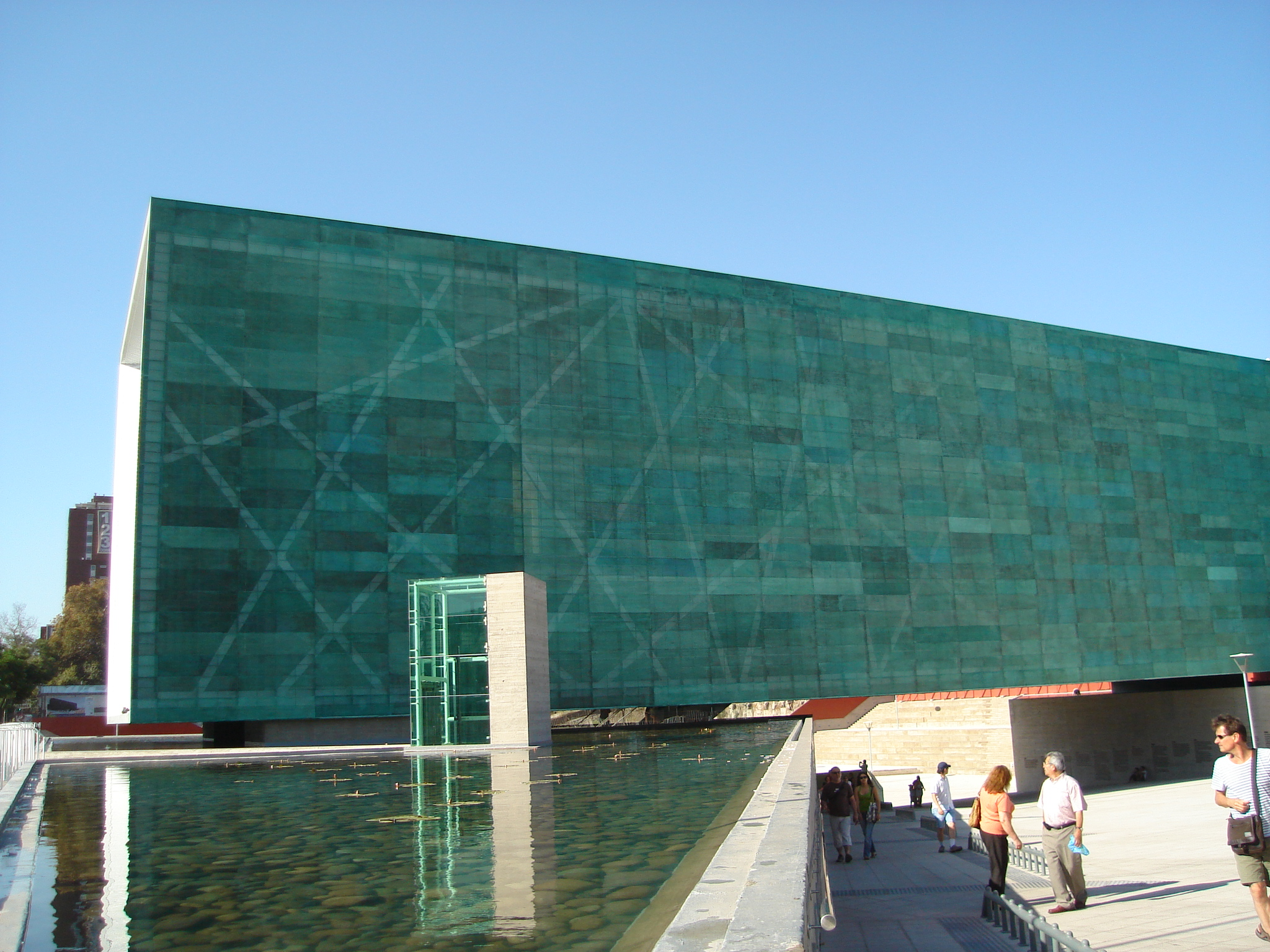
O Museu da Memória e os Direitos Humanos foi criado para comemorar os Direitos Humanos e para homenagear todas as vitimas da ditadura de Pinochet.

As violações dos Direitos Humanos no Chile  referem-se ao conjunto de ações de perseguição de opositores, repressão política e Terrorismo de Estado, levadas a cabo pelas Forças Armadas e de Ordem, agentes do Estado e por civis ao serviço dos organismos de segurança, durante a ditadura de Augusto Pinochet no Chile entre  11 de setembro de 1973 e a  11 de março de 1990. De acordo aos relatórios da Comissão Nacional de Verdade e Reconciliação (Relatório Rettig) e a  Comissão Nacional sobre Prisão Política e Tortura (Relatório Valech), a cifra de vítimas diretas de violações aos Direitos Humanos no Chile, ascenderia, pelo menos, a cerca de 35 000 pessoas, dos quais cerca de 28 000 foram torturados, 2279 deles executados e cerca de 1248 continuam como detidos desaparecidos. Para além disso, cerca de 200 000 pessoas iriam para o exílio e um número não determinado (de várias dezenas de milhares) teria passado por centros clandestinos de detenção.

## Contexto histórico

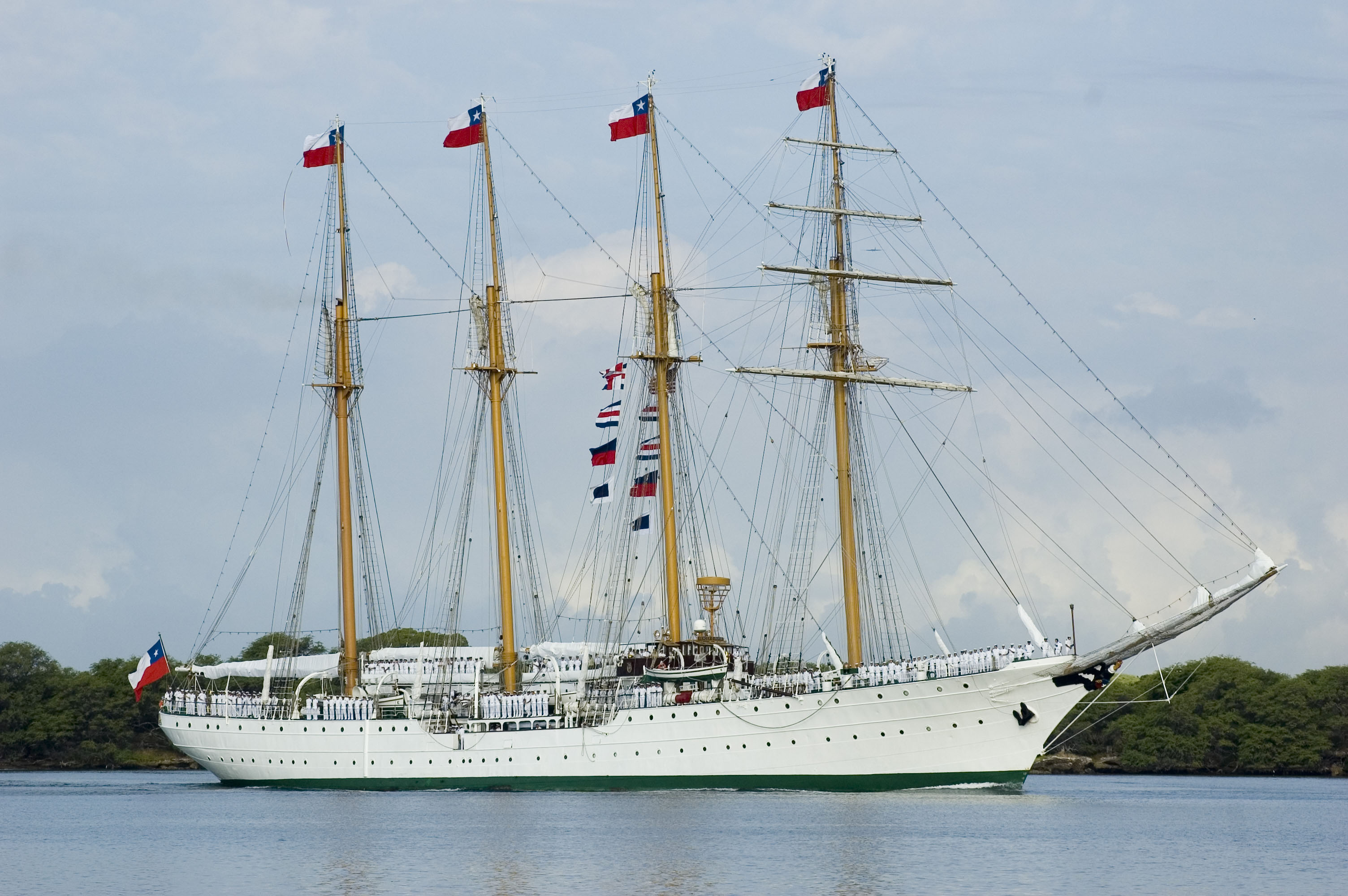
Buque Escuela Esmeralda, usado como centro de detenção e torturas em 1973.

A 11 de setembro de 1973, um golpe de Estado no comando dos comandantes em chefe das Forças Armadas, terminou com o governo do presidente Salvador Allende. Unidades blindadas e de infantaria do exército e aviões da Força Aérea atacaram o Palácio de La Moneda (sede de governo). Allende suicidou-se antes que as tropas entrassem para o Palácio.
Imediatamente ao Golpe de Estado, o toque de recolher foi declarado em todo o país a partir das 15 horas de 11 de setembro de 1973. Foram silenciadas muitas rádios, bem como os jornais El Clarín,  El Siglo, Puro Chile, e outros foram destruídos. Nas zonas rurais foram detidos muitos dirigentes da Reforma Agrária, muitos foram executados no lugar de detenção.
Os partidos Comunista e Socialista foram banidos; os partidos Nacional, Democrata-cristão e Radical foram suspensos, quando se dissolveu o Congresso. Os militares estimularam a população a denunciar os líderes e aderentes da Unidade Popular como "traidores da Pátria".
Foram chamados aqueles que tinham cargos e representação de grupos sociais para que se entregassem nas comissarias a fim de regularizar a sua situação. Milhares de pessoas foram detidas e conduzidas para o Estádio Chile e depois para o Nacional. As pessoas, em  meio à multidão de detidos,  eram chamadas e, ao responder, eram executadas no mesmo lugar, como foi o caso de Víctor Jara. Algumas povoações como La Legua,  La Victoria e La Bandera foram demolidas, e  seus habitantes detidos em massa.

## As violações dos direitos humanos como política de Estado
As violações dos direitos humanos foram sistemáticas durante o regime militar, e isso foi possível dada a concentração dos diferentes poderes do Estado nas mãos da Junta Militar de Governo, a renúncia do poder judiciário a algumas das suas funções, a criação de organismos repressivos (DINA e CNI) e a ausência de liberdade de imprensa. De acordo com a  Comissão Valech:
| “ | ... a prisão política e a tortura constituíram uma política de Estado do regime militar, definida e impulsionada pelas autoridades políticas da época, o qual, para o seu design e execução, mobilizou pessoal e recursos de diversos organismos públicos, e ditou decretos-lei e depois leis que ampararam tais condutas repressivas. E nisto contou com o apoio, explícito por vezes e quase sempre implícito, do único Poder do Estado que não foi parte integrante desse regime: a judicatura." | ” |

## Detidos desaparecidos

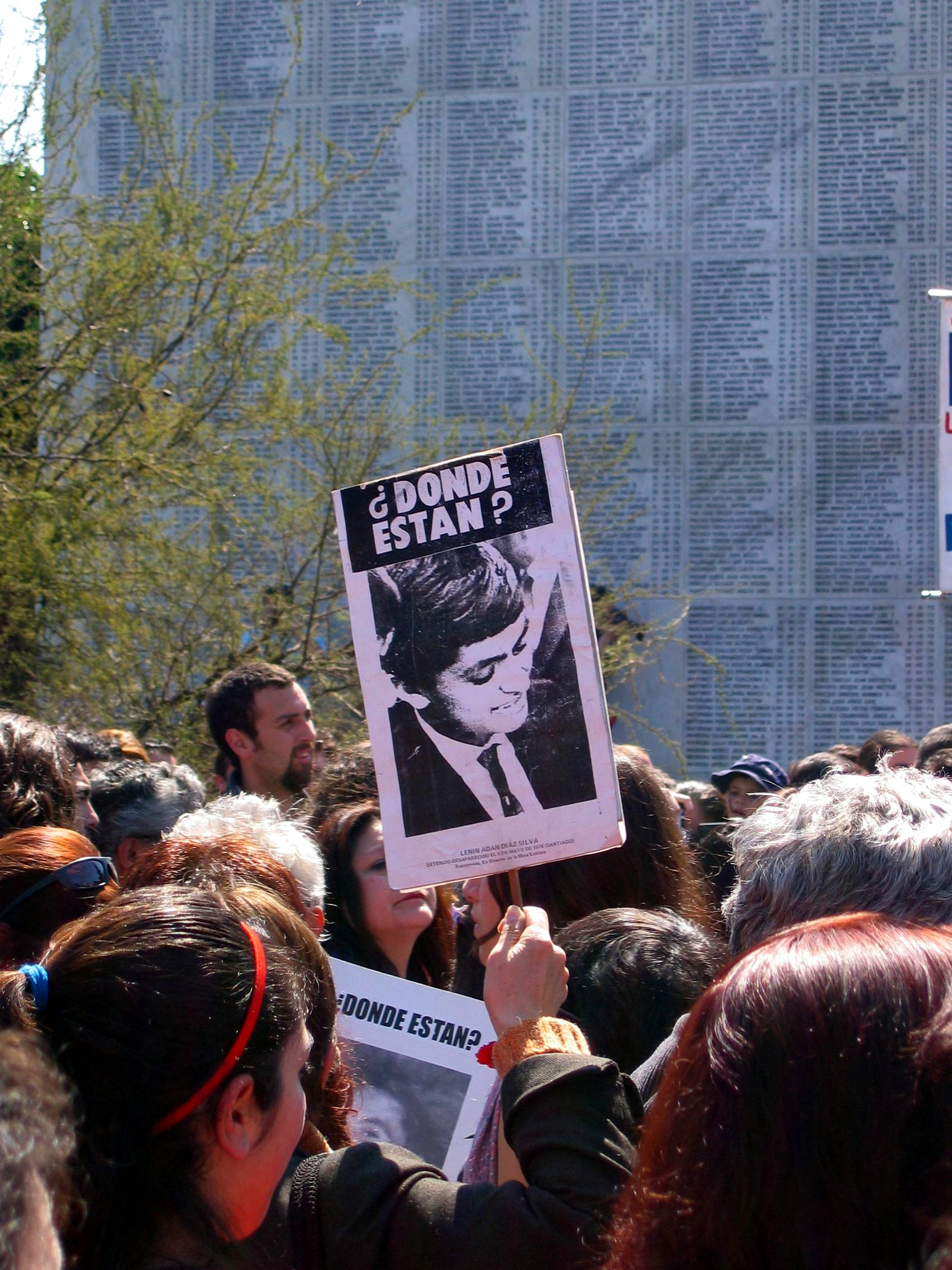
Manifestação no memorial de Detidos Desaparecidos, no Cemitério Geral de Santiago.

Desde o mesmo dia do golpe, as autoridades militares começaram uma massiva detenção de aderentes e autoridades do governo da Unidade Popular. Alguns destes detidos foram executados, para depois fazer desparecer os seus corpos. De acordo com a  Comissão Nacional de Verdade e Reconciliação,  foram praticados, no Chile, dois mecanismos de desaparecimento forçado de pessoas: 
| “ | A primeira forma de "desaparecimentos" foram as detenções aparentemente praticadas, em diferentes pontos do país, por diversas unidades de uniformados, às vezes acompanhados por civis. No fundo, consistiram numa execução sumária ou assassinato da vítima, dispondo depois do cadáver (pelo comum arrojando-o num rio ou enterrando-o clandestinamente) tudo isso seguido da negação dos fatos ou da entrega de versões falsas. O desaparecimento nestes casos é mais bem um jeito de ocultar ou encobrir os crimes cometidos, antes de o resultado de ações sujeitas a uma coordenação central que tivessem por objeto eliminar a categorias predeterminadas de pessoas. A segunda forma de "desaparecimentos" foi praticada principalmente entre 1974 e 1977, sendo responsável principal, mas não única, a Direção de Inteligência Nacional (DINA). No conjunto desses casos a Comissão pôde convencer-se de que havia detrás uma vontade de extermínio, dirigida sistematicamente e por motivações políticas, contra certas categorias de pessoas". | ” |

Atualmente o número de Detidos Desaparecidos estima-se em 1248 pessoas, cujos restos ainda não foram localizados, 127 dos quais tinham cidadania estrangeira, 79 eram mapuches e 54 eram menores de idade ao momento da detenção.

## Vítimas

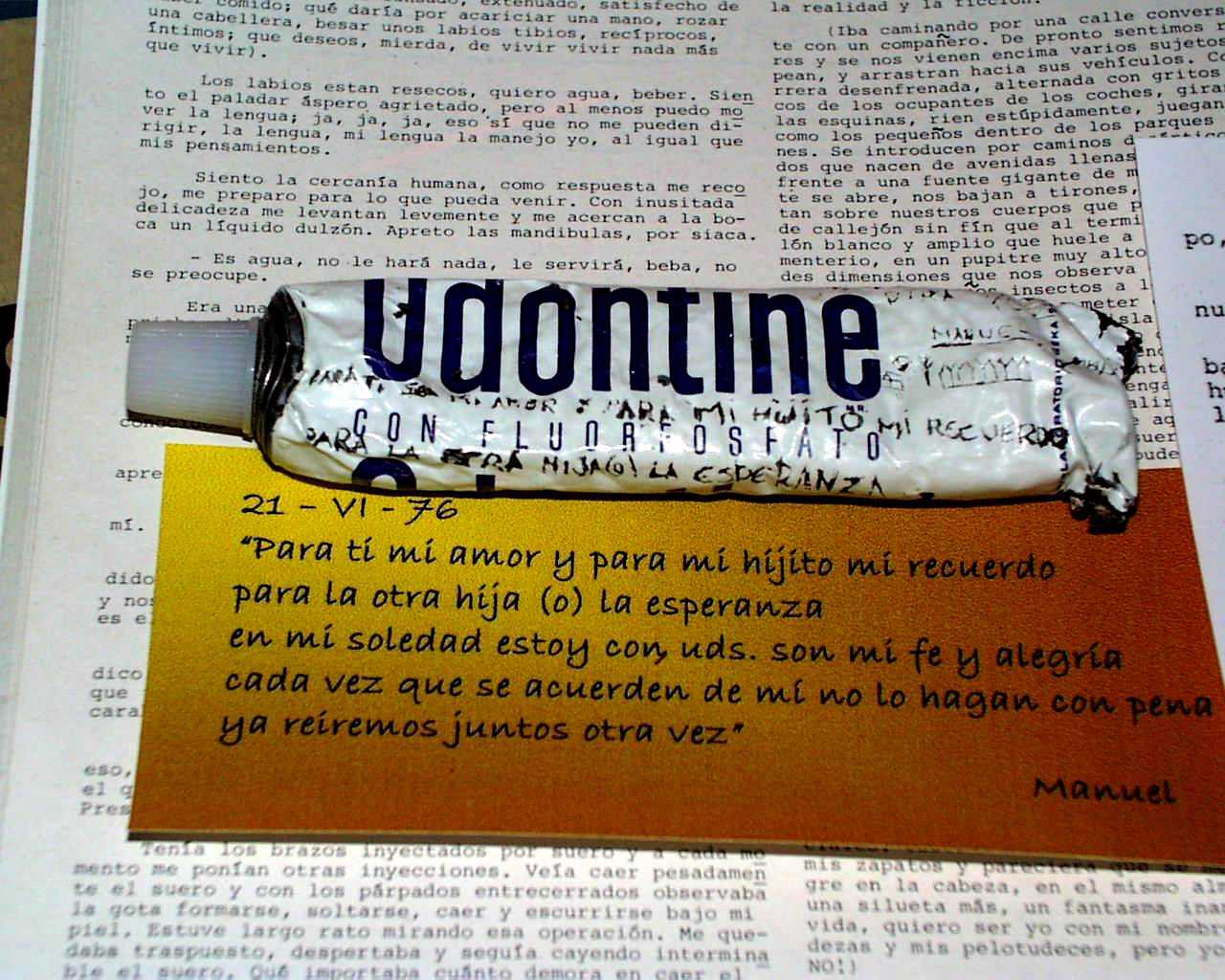
Carta desde prisão de Manuel Guerrero em 1976, detido novamente anos mais tarde e degolado junto a José Manuel Parada e Santiago Nattino.

Se bem que, não existe unanimidade a respeito do número real de vítimas das violações aos Direitos Humanos no Chile, o relatório da Comissão Nacional de Verdade e Reconciliação, conhecido como Relatório Rettig, determinou em 1991, que 2.279 pessoas perderam a vida por motivos políticos no período 1973 - 1990, dos quais 164 foram produto de violência política e 2115 produto de violações de Direitos Humanos atribuíveis à ação do Estado.
Pela sua vez, a Comissão Nacional sobre Prisão Política e Tortura (Comissão Valech) determinou em 2004 que de 34 690 vítimas de prisão política, 28 459 sofreram torturas e coerção ilegítimas, das quais 1244 tinham menos de 18 anos (176 menores de 13 anos foram torturados), 3 621 eram mulheres, das quais cerca de 3400 foram violadas pelos seus captores.
Entre as milhares de vítimas dos direitos humanos no Chile, houve vários Deputados, Senadores, Ministros de Estado, retores de universidades, prefeitos, membros das Forças Armadas, intendentes, funcionários públicos, jornalistas, professores e acadêmicos, sacerdotes, dirigentes sindicais, sociais e políticos, artistas, estudantes, agricultores, donas de casa, profissionais, operários, indígenas, etc.

## Métodos de tortura
Durante os 17 anos que durou o Regime Militar no Chile fez-se uso habitual da tortura para os prisioneiros políticos, como meio de conseguir informação, submeter psicologicamente e retaliar os prisioneiros. Estas práticas foram levadas a cabo pelas Forças Armadas e de Ordem, e pelos organismos de segurança (DINA e CNI). De fato, 94%  dos ex-prisioneiros entrevistados pela Comissão Valech, afirmou ter sofrido torturas por parte dos seus captores.
Entre as torturas mais comuns contam-se:
pancadas reiteradas, com punhos, pés e instrumentos contundentes, eram particularmente frequentes durante os interrogatórios;
- lesões corporais, frequentemente eram vítimas de feridas com diferentes ferramentas, fraturas de membros e mutilações, queimaduras e ocasionalmente era submetidos a ataques com cães;
- suspensão pelos pés e mãos durante horas;
- aplicação de choques elétricos, em especial na genitália;
- ameaças;
- simulacros de fuzilamento;
- humilhações e vexações, como forma de quebrar psicologicamente os prisioneiros, incluindo a introdução de ratos nas vaginas das prisioneiras, ser urinados pelos seus captores ou ser obrigados a comer lixo ou o seu próprio excremento;
- exposição do prisioneiro nu a intempéries até provocar queimaduras pelo sol, durante o dia, ou arrefecimentos à noite;
- estupros e outros abusos sexuais, especialmente contra mulheres, sendo que a maioria das prisioneiras afirma ter sido violada (muitas delas reiteradamente) e de ter sofrido todo tipo de abusos sexuais; 13 delas assinalam ter ficado grávidas dos seus violadores, além disso, algumas assinalam ter sido submetidas a violações com cães. Também há denúncias de homens violados e abusados pelos seus captores;
- confinamento em condições infra-humanas, com privação de alimentos e de condições sanitárias e higiênicas;
- privação de sono;
- asfixia, particularmente por imersão na água.

Para além disso, tinham de presenciar fuzilamentos, torturas e vexações de outros prisioneiros ou familiares.

## Centros de detenção

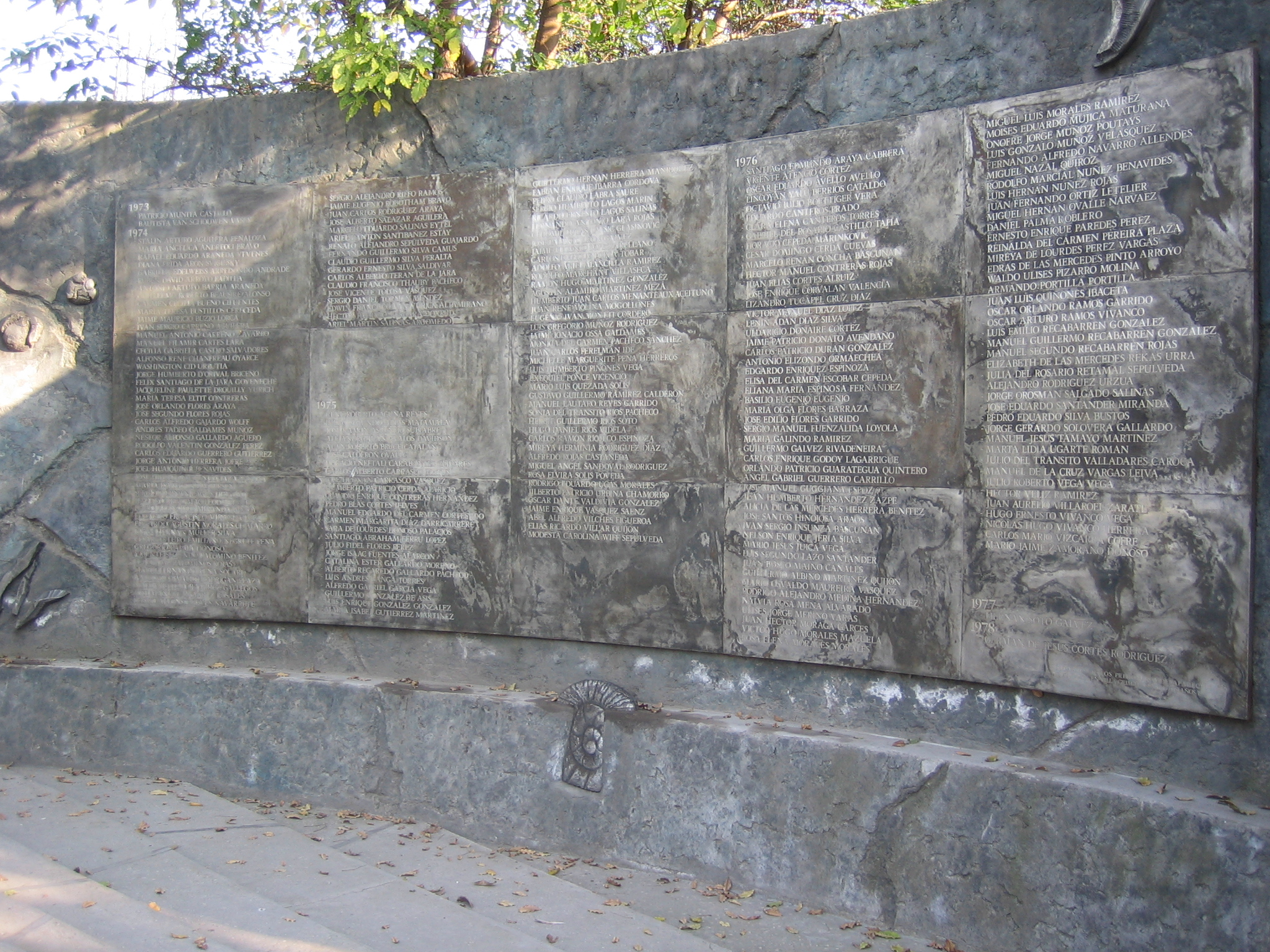
Memorial de vítimas de Villa Grimaldi.

Durante a ditadura foi habilitada uma extensa rede de centros clandestinos de detenção e tortura ao longo de todo o país, sendo identificados 1168 centros de detenção e tortura, 1132 de acordo com a  Comissão Valech.
Em muitos casos foram empregues as próprias instalações do Exército, a Força Aérea, a Armada e Carabineiros do Chile. Também foram instalados campos de concentração em oficinas salitreiras (Oficina Chacabuco), em ilhas (como a ilha Dawson ou a Quiriquina) e em zonas isoladas; até foram usadas instalações desportivas, como o Estadio Nacional de Chile ou o Estádio Municipal de Concepción. Em outros casos foram usados imóveis particulares, como Villa Grimaldi, Venda Sexy ou Londres 38, como quartéis ou prisões clandestinas dos serviços de segurança do regime.

## Principais violadores dos Direitos Humanos
Dado que as violações dos direitos humanos durante o Regime Militar correspondiam a uma política de Estado, a quantidade de pessoas envolvidas nestes atos como autores, cúmplices ou encobridores, é elevada. Perto de 500 militares e colaboradores dos serviços de segurança da ditadura de Pinochet foram processados por estes crimes, dos quais cerca de 70 encontram-se cumprindo condenação.

## Exílio
Uma das práticas mais comuns de repressão de opositores políticos durante a ditadura militar foi o exílio e o desterro a zonas isoladas do país. Embora muitos fugiram ou exilaram-se para salvaguardar a sua integridade física, outros milhares foram expulsos do país pelas autoridades militares. A partir de 1974 muitos prisioneiros de Campos de Concentração foram expulsos do país uma vez libertos, provenientes de locais como o Campo Chacabuco, Tres Álamos ou Ritoque.
| “ | É proibido o ingresso no território nacional das pessoas nacionais ou estrangeiras, que... na opinião do Governo constituam um perigo para o Estado...Tratando-se de chilenos, o Ministério do Interior ditará um Decreto Supremo proibindo o seu ingresso no país e a autoridade administrativa correspondente ordenará a cancelação do passaporte, no seu caso. | ” |

É impossível determinar a quantidade de gente que abandonou o país para escapar à persecução política, porém, a Comissão Chilena de Direitos Humanos estimou o seu número em 200 000 em 1983. Um dos países que maior número de exilados recebeu foi a Suécia, onde se refugiaram 15 000 chilenos. Entre 1982 e 1988, periodicamente, eram publicadas listas de chilenos aos quais ficava proibida a entrada no país.
Contudo, no começo da década de 1980 começou a permitir-se a entrada a pequenos grupos de exilados (3 542 entre 1982 e outubro de 1983), por causa dos massivos protestos populares contra a ditadura em 1983, foi decretado o exílio de numerosas pessoas, em especial para países limítrofes, ou o desterro a Putre, Chile Chico ou Achao, em Chiloé.
Em 1 de setembro de 1988, por meio de um decreto do Ministério do Interior pôs-se fim ao exílio.